# Ког-ан-де-Зан
Ког-ан-де-Зан (нід. Koog aan de Zaan) — місто в нідерландській провінції Північна Голландія. Входить до складу муніципалітету Занстад, і лежить приблизно 11 км на північний захід від Амстердама. У місті є залізнична станція.